# Љубав је слатка робија
Љубав је слатка робија је двадесет други музички албум српског певача Шабана Шаулића. Објављен је 1997. године за издавачку кућу Реноме на компакт диск формату, као и на аудио касети за ПГП РТС. На албуму се налази десет песама, а објављен је за тржиште СРЈ и Босне и Херцеговине.

## Песме
| Бр. | Назив песме            | Трајање |
| --- | ---------------------- | ------- |
| 1.  | Љубав је слатка робија | 03:22   |
| 2.  | Све ми узми душу немој | 03:54   |
| 3.  | Дадо моја Дадо         | 03:58   |
| 4.  | Принц на белом коњу    | 03:02   |
| 5.  | Крадљивац              | 03:14   |
| 6.  | Хајде, хајде моја вило | 03:00   |
| 7.  | Узбуди ме              | 02:54   |
| 8.  | Никад робом            | 03:08   |
| 9.  | Ој Илдо, Илка          | 04:08   |
| 10. | Ако си море, бићу брод | 04:14   |